# Schmelzwasser

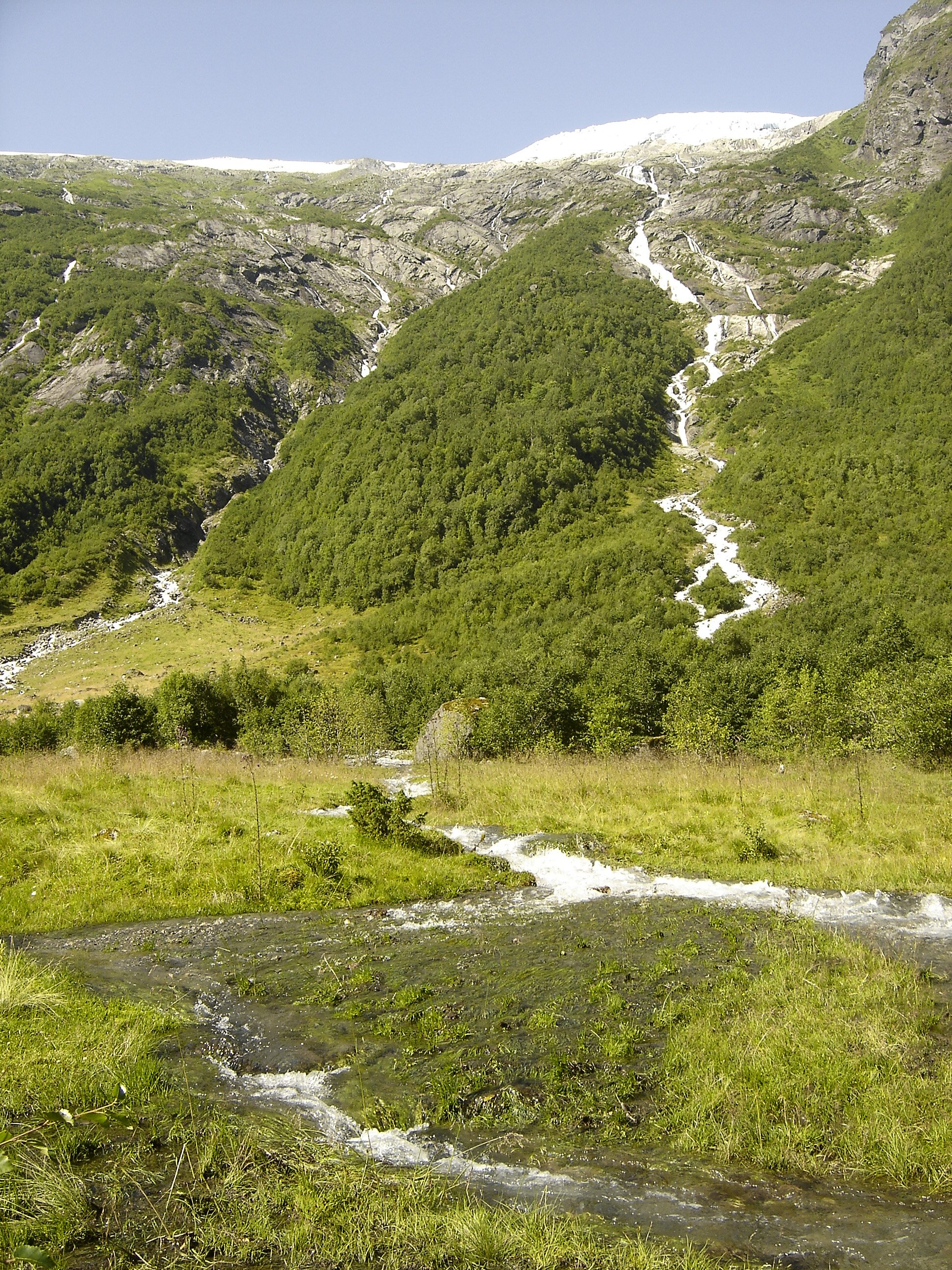
Schmelzwasser des Gletschers Jostedalsbreen in Norwegen

Schmelzwasser sammelt sich nach der Kälteperiode aus Schnee- und Eisschmelze in Bächen und Flüssen. Der Abfluss des Wassers führt im Frühjahr und Sommer oft zu Hochwasser oder Überschwemmungen, je nach Ausdehnung des Einzugsgebietes, Temperaturänderungen und hinzukommenden Niederschlägen. 
Schmelzwasser in engerem Sinne bezeichnet der Glaziologie das an Gletschern entstehende Wasser (siehe Gletscherschmelze).

## Untergliederungen
- Intraglaziäres Schmelzwasser entsteht in Gletscherspalten des vereisten Bereichs.
- Subglaziäres Schmelzwasser in Rinnen am Grund des Gletschers. Der gewaltige Druck der Eismassen lässt das Eis schmelzen (siehe Phasendiagramm).
- Supraglaziäres Schmelzwasser entsteht auf der Gletscheroberfläche durch Wärmeeinwirkung der Sonne oder der Umgebungstemperatur am Zungenende. Aus diesem Wasser entstehen auch sogenannten „Rinnenseen“.
- Proglaziäres Schmelzwasser bildet sich am Gletschertor und tritt als Gletscherbach aus.

## Auswirkungen
Das Schmelzwasser in Grönland oder in der Antarktis kann zu klimatischen Veränderungen führen. Daneben führt es zur Anhebung des Meeresspiegels. So kann sogar harmloses Schmelzwasser in der Antarktis das Schelfeis sprengen, wie das Schnee- und Eisdatenzentrum (NSIDC) in Boulder (Colorado) feststellte und in einer weiteren Studie bestätigt wurde.

### Quecksilberbelastungen durch Schmelzwasserströme Grönlands
Bei Wasseranalysen aus drei Fjorden sowie von Schmelzwasserströmen dreier Gletscher im Südwesten Grönlands stellten Geowissenschaftler unerwartet hohe Quecksilberbelastungen fest. Die Mengen seien vergleichbar mit verunreinigten Flüssen aus asiatischen Industrieregionen. Bei den Einträgen von Grönland gehen die Forscher davon aus, dass diese einen geologischen Ursprung haben müssten, da die gemessenen Konzentrationen viel zu groß für die menschlichen Emissionen seien. Auf jeden Fall sei es wahrscheinlich, dass durch ein zunehmendes Abschmelzen des grönländischen Inlandeises auch mehr gefährliches Quecksilber in die arktische Umwelt gelangen werde und über Speisefische letztlich auch von Menschen aufgenommen werden könnten.

## Klimawandel
Wenn das Schmelzwasser wegen des Gletscherschwunds einmal ausbleibt, werden u. a. die großen Flusssysteme in Mitteleuropa, welche zentral für die Wasserversorgung von Millionen Menschen sind, dereinst auf Regenwasser angewiesen sein.